# 사카에촌 (아키타현)
사카에촌(栄村)은 아키타현 기타아키타군에 설치되었던 촌이다.